# گایتانو مرولا
گایتانو مرولا (انگلیسی: Gaetano Merola؛ ۴ ژانویهٔ ۱۸۸۱ – ۳۰ اوت ۱۹۵۳) یک رهبر ارکستر و پیانیست اهل ایتالیا بود. او همین‌طور بنیان‌گذار اپرای سان فرانسیسکو است.